# Tonkinški zaliv
Tonkinški zaliv je severozahodni del Južnokitajskega morja in del Tihega oceana. Zaliv s površino okoli 126.250 km² ima dva izhoda: 35,2 km širok preliv Quynh Chau med polotokom Loi Chau in otokom Hainan na Kitajskem, glavno ustje zaliva pa je opredeljeno kot ravna črta od otoka Con Co, province Quang Tri, Vietnam in rta Oanh Ca, Hainan, Kitajska, širok 110 navtičnih milj (približno 200 km). V tem območju ima Vietnam 763 km obale zaliva, Kitajska pa 695 km.
Tonkinški zaliv je razmeroma plitev (globina manj kot 60 m). Rdeča reka je glavna reka, ki teče v ta zaliv. Glavni pristanišči v zalivu sta mesti Hai Phong in Vinh (provinca Nghe An) v Vietnamu ter Bac Hai (provinca Guangxi) na Kitajskem. Kitajski otok Hainan je vzhodna obala zaliva. Drugi majhni otoki v zalivu so vietnamska otoka Bach Long Vi in Cat Ba ter kitajska Vi Chau in Ta Duong.

## Etimologija
Ime Tonkin, napisano "東京" v črkah Hán-Nôm in Đông Kinh v vietnamski abecedi, pomeni »vzhodna prestolnica« in je nekdanji toponim za Hanoj, sedanjo prestolnico Vietnama. Ne smemo ga zamenjevati s Tokiom, ki se piše tudi "東京" in prav tako pomeni »vzhodna prestolnica«. V francoskem kolonialnem obdobju se je severna regija današnjega Vietnama imenovala Tonkin.
Bắc Bộ je domače vietnamsko ime Tonkin. Vietnamsko in kitajsko ime zaliva – Vịnh Bắc Bộ oziroma Běibù Wān – pomenita »Severni zaliv«.

## Incident leta 1964
4. avgusta 1964 je ameriški predsednik Lyndon B. Johnson trdil, da so severnovietnamske sile dvakrat napadle ameriške rušilce v Tonkinškem zalivu. Ta dogodek, ki je danes znan kot incident v Tonkinškem zalivu, je sprožil resolucijo o Tonkinškem zalivu, ki jo je kongres Združenih držav sprejel 7. avgusta 1964 kot odgovor na incident, kar je na koncu vodilo v odprto vojno med Severnim in Južnim Vietnamom. Poleg tega je napovedal veliko stopnjevanje vietnamske vojne v Južnem Vietnamu, ki se je začelo z izkrcanjem rednih bojnih enot ZDA v Da Nangu leta 1965.